# Regeringen Edmund Joensen I
Edmund Joensens første regering var Færøernes regering fra 10. september 1994 til 11. juni 1996, under ledelse af Edmund Joensen fra Sambandsflokkurin. Øvrige partier i regeringskoalitionen var Javnaðarflokkurin, Verkamannafylkingin og Sjálvstýrisflokkurin. Den sad i en vigtig periode, hvor Færøernes økonomi var på randen af kollaps, og fortsatte og gennemførte det redningsarbejde som var påbegynt af Marita Petersens regering. Lagtingsvalget 1994 var den udløsende årsag til at regeringen kunne komme til magten, eftersom unionistiske Sambandsflokkurin fik høj tilslutning fra vælgerne med 23,4% af stemmerne og 8 mandater.
|                                                                                          | Minister            | Parti | Fra                | Til           |
| ---------------------------------------------------------------------------------------- | ------------------- | ----- | ------------------ | ------------- |
| Lagmand                                                                                  | Edmund Joensen      | SB    | 10. september 1994 | 11. juni 1996 |
| Vicelagmænd                                                                              | Jóannes Eidesgaard  | JF    | 10. september 1994 | 11. juni 1996 |
| Ministerium                                                                              | Minister            | Parti | Fra                | Til           |
| Fiskeriministeriet                                                                       | Ivan Johannesen     | SB    | 10. september 1994 | 11. juni 1996 |
| Miljø-, energi-, skole- og kommunalministeriet                                           | Eilif Samuelsen     | SB    | 10. september 1994 | 11. juni 1996 |
| Finans- og økonomiministeriet                                                            | Jóannes Eidesgaard  | JF    | 10. september 1994 | 11. juni 1996 |
| Social- og sundhedsministeriet                                                           | Andrias Petersen    | JF    | 11. juni 1996      | 15. maj 1998  |
| Industri-, handels-, erhvervs-, arbejds-, landbrugs-, forsikrings- og justitsministeriet | Axel H. Nolsøe      | VMF   | december 1995      | 11. juni 1996 |
|                                                                                          | Óli Jacobsen        | VMF   | 10. september 1994 | december 1995 |
| Kommunikations-, kultur- og havbrugsministeriet                                          | Sámal Petur í Grund | SF    | 10. september 1994 | 11. juni 1996 |